# Hyptiotes gertschi
Hyptiotes gertschi är en spindelart som beskrevs av Chamberlin och Ivie 1935. Hyptiotes gertschi ingår i släktet Hyptiotes och familjen krusnätsspindlar. Inga underarter finns listade i Catalogue of Life.